# Blastophaga psenes
Blastophaga psenes — вид перетинчастокрилих комах родини агаоніди, запилювач інжиру. Самиця відкладає яйця у його суцвіття і розвиток личинки й лялечки відбувається всередині зав'язей під час їх розвитку.

## Зовнішній вигляд

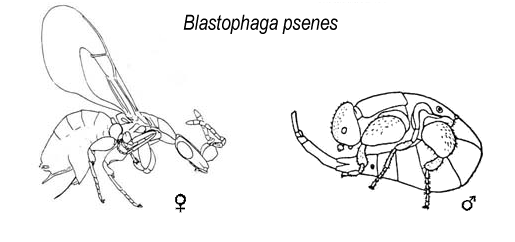
Статевий диморфізм у Blastophaga psenes

Довжина тіла — 1,5—2 мм із чорними блискучими покривами тулуба. Самці менші, ніж самки, і безкрилі, у самок є дві пари тонесеньких крил із дуже редукованим жилкуванням.

## Географічне поширення
Природний ареал виду не виходить за межі Палеарктики і охоплює Середземномор'я. У XX столітті вид інтродукований до інших регіонів.

## Спосіб життя
Імаго живуть від декількох днів до декількох тижнів. Запліднені самиці проникають всередину крізь малесенький отвір на вершині сиконію — своєрідного замкненого суцвіття інжиру. Там вони відкладають яйця у зав'язі квіток. З яйця вилуплюється личинка, живиться тканинами зав'язі, яка при цьому аномально розростається, утворюючи гал. Личинки ростуть і стають дорослими. Якраз у цей часу у чоловічих квітках дозріває пилок. Личинки заляльковуються всередині коконів. Коли з лялечок виходять імаго, відбувається парування. На верхівці сиконію є невеличкий отвір. Самці щелепами трохи збільшують його і виходять назовні і невдовзі гинуть. Самиці шукають інший сиконіум, переносячи на собі пилок на квітки в іншому сиконії, в якому життєвий цикл повторюється.

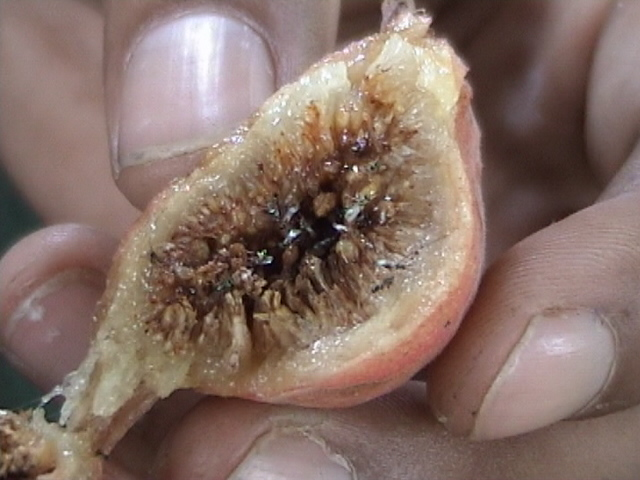
Всередині сиконію інжиру видно численні зав'язі і серед них чорніють комахи — бластофаги Blastophaga psenes

Отже, між популяціями бластофаги і інжиру склалися мутуалістичні стосунки. Комаха використовує сиконій як добре захищене місце для відкладання яєць і розвитку личинок та лялечок. Рослина ж, надаючи його, одержує навзаєм ефективне запилення квіток.
Природними ворогами бластофаги є мурашки і нематода Schistonchus caprifici.
Часом бластофаги стають вектором, який поширює хворобу плодів інжиру, спричинену грибком Fusarium moniliforme.

## Практичне значення
Blastophaga psenes — єдиний запилювач інжиру (Ficus carica). Чисельність комахи є вирішальним фактором одержання врожаю плодів цих рослин. Завдяки цьому бластофага інтродукована з Європи до США (однією з перших видів комах), Південної Африки (1908) та інших регіонів.